# Certhidea
Certhidea là một chi chim trong họ Thraupidae.